# Keje Molenaar
Cornelis Ignatius Maria Molenaar, meglio noto come Keje Molenaar (Volendam, 29 settembre 1958), è un ex calciatore olandese, di ruolo difensore.

## Palmarès

### Club

#### Competizioni nazionali
- Campionato olandese: 2

Ajax: 1981-1982, 1982-1983
- Coppa dei Paesi Bassi: 1

Ajax: 1982-1983